# Tasmanogobius
Tasmanogobius  é um género de peixe da família Gobiidae e da ordem Perciformes.

## Espécies
- Tasmanogobius gloveri (Hoese, 1991)[3]
- Tasmanogobius lasti (Hoese, 1991)[3]
- Tasmanogobius lordi (Scott, 1935)[4][5][6][7][8][9][10][11]